# الکسیس هولمس
الکسیس هولمس (انگلیسی: Alexis Holmes؛ زادهٔ ۲۸ ژانویهٔ ۲۰۰۰) دونده سرعت زن اهل ایالات متحده آمریکا است.
وی در مسابقات کشوری و بین‌المللی در مجموع برندهٔ ۲ مدال طلا، ۱ مدال نقره شده است.